# MI5
El Servicio de Seguridad (en inglés: Security Service), más conocido como MI5, es un servicio de inteligencia del Reino Unido que principalmente se dedica a la seguridad interna del país. Desde 1995 tiene su sede en Thames House, en Millbank, Londres.
El MI5 es responsable de las actividades de espionaje en el interior del país, mientras el MI6 se encarga de la seguridad exterior.

## Orígenes
Fue fundado en octubre de 1909 como el Home Section of the Secret Service Bureau, siendo su primer director Sir Vernon Kell.

## Otros nombres
Ampliamente conocido como "MI5", este nombre solo fue utilizado oficialmente de 1916 a 1929.
- Home Section of the Secret Service Bureau - octubre de 1909 a abril de 1914
- Directorate of Military Operations, section 5 (MO5)—(MO5(g)) - abril de 1914 a septiembre de 1916
- Military Intelligence section 5 (MI5) - septiembre de 1916 a 1929
- Defence Security Service - 1929 a 1931
- Security Service - 1931 en adelante

## Agentes
Aunque creado principalmente para los asuntos internos del país, la Primera Guerra Mundial aumentó el temor de que espías extranjeros podrían entrar en el país, y por tanto, MI5 también operaba en el extranjero. Entre los agentes extranjeros reclutados por MI5 estaba Benito Mussolini, en aquel entonces el director del periódico Il Popolo d'Italia, quien fue reclutado en 1917 por el futuro ministro de asuntos exteriores británico Samuel Hoare, entonces director de operaciones del MI5 en Roma, a cargo de un centenar de agentes británicos destinados en Italia, y cuya redacción del Pacto Hoare-Laval en 1935 entregaría Abisinia a Italia.

## Directores de MI5
- 1909–1940: Vernon Kell(captain) (desde 1919, Sir Vernon Kell) (n. 1873—m. 1942)
- 1940–1946: David Petrie (n. 1879—md. 1961)
- 1946–1953: Percy Sillitoe (n. 1888—m. 1962)
- 1953–1956: Dick White (desde 1955, Sir Dick White) (n. 1906—m. 1993)
- 1956–1965: Roger Hollis (desde 1960, Sir Roger Hollis) (nb. 1905—m. 1973)
- 1965–1972: Martin Furnival Jones (desde 1967, Sir Martin Furnival Jones) (n. 1912—m. 1997)
- 1972–1979: Michael Hanley (desde 1974, Sir Michael Hanley) (n. 1918—m. 2001)
- 1979–1981: Howard Smith (n. 1919—m. 1996)
- 1981–1985: John Jones (n. 1923—m. 1998)
- 1985–1988: Anthony Duff (n. 1920—m. 2000)
- 1988–1992: Patrick Walker (desde 1990, Sir Patrick Walker) (n. 1932)
- 1992–1996: Stella Rimington (mujer) (desde 1996, Dame Stella Rimington) (n. 1935)
- 1996–2002: Stephen Lander (desde 2000, Sir Stephen Lander) (n. 1947)
- 2002–2007: Eliza Manningham-Buller (mujer) (n. 1948)
- 2007–2013: Jonathan Evans (n. 1958)
- 2013 - 2020: Andrew Parker (n. 1962)
- 2020 - actualidad: Ken Mcallum (n. 1974)